# Ivana Spagna
Ivana Spagna, mer känd under artistnamnet Spagna, född 16 december 1954 i Valeggio sul Mincio, är en italiensk sångerska och låtskrivare.
Spagna ingick 1983–1985 i duon Fun Fun för att sedan satsa på en solokarriär. Solokarriären tog fart direkt från början med singeln Easy Lady som blev den tredje mest sålda singeln i Italien 1986. Hennes största hit kom året efter med singeln Call me som sålde i över tre miljoner exemplar över hela världen, på Sveriges Radios Trackslista var dock låten en mindre hit med tre veckor på listans nedre del under september 1987.

## Biografi
Spagna började sin karriär på engelska och i början av 1980-talet sjöng hon med Angela Parisi och skrev låtar till ett Italo disco duo-projekt med namnet Fun Fun [1], liksom för många andra dansmusikprojekt fram till 1986, när hon inledde en solokarriär.
Spagnas första danssång "Easy Lady" (1986) var en hit i hela Europa. År 1987 släppte hon sin tredje hit, "Call Me". Singeln blev nr 1 i den europeiska listan och nådde nr 2 i Italien och Storbritannien. Den rankades också # 13 på Förenta staternas Billboard Dance Chart. Hennes första album, Dedicated to the Moon, släpptes samma år och sålde mer än 500 000 exemplar.
Efter låten "Every Girl and Boy" och dansrockalbumet "You Are My Energy" (1988), flyttade Spagna till Santa Monica i Kalifornien och spelade in sitt tredje album No Way Out (1991). Det här albumet innehöll en sång som skrevs av Diane Warren ("There's a Love") och två singlar ("Love at First Sight" och "Only Words") som kom på femte plats i italienska hitlistan. Albumet blev platina-certifierat (över 100 000 exemplar sålda).
År 1993 återvände Spagna till Europa och spelade in Matter of Time med två hitsinglar "Why Me" (nr 10 i Italien) och "jag drömmer fortfarande om dig" (nr 5 i Italien).
Efter att 1995 ha släppt "Lady Madonna", (nr 4 i Italien), började hon sjunga på sitt modersmål italienska. Efter att ha haft framgång i Italien med den italienska versionen av Elton Johns "Il cerchio della vita", som förekom i det italienska ljudspåret av Disneys The Lion King, deltog hon i San Remofestivalen rankades hon trea 1995 med låten "Gente Come Noi". Hennes debutalbum på italienska "Siamo sent" sålde mer än 350 000 exemplar och blev det bäst säljande albumet av en sångare i Italien samma år.
Från och med detta år släppte Spagna flera framgångsrika album på italienska (inklusive "Siamo in due", "Eoo penso a te", "Lupi solitari", "Indivisibili", "Dov'eri" "Il bello della vita - VM i världscupen", "Det har tuo nome"). 2003 lämnade hon Sony Music för att åter sjunga på engelska. På en schweizisk oberoende etikett (B & G) har hon spelat in "Woman", ett danspopalbum med åtta nya låtar på engelska, två på spanska och en på franska. Albumet innehöll bland annat singlarna "Säg aldrig att du älskar mig", "Kvinna" och "Gör det med stil".
Spagnas album och singlar har sålt mer än 15 miljoner exemplar världen över. År 2006 mottog hon "Disco d'oro alla carriera" (guldcertifiering för karriären) av FIMI (Federazione Industria Musicale Italiana). I februari 2006 deltog hon åter i Sanremofestivalen med låten "Noi non possiamo cambiare" och i maj 2006 rankades hon tredje i den italienska TV-showen Music Farm.
I februari 2009 släppte hon EP:n Lola & Angiolina-projektet, i samarbete med den italiensk Loredana Bertè. Den första singeln av där var "Comunque vada".
Spagna erhöll en hedersexamen vid Maltas universitet.
År 2012 släppte hon det engelskspråkiga albumet "Four" med artister som Brian Auger, Eumir Deodato, Dominic Miller, Lou Marini, Gregg Kofi Brown, Fabrizio Bosso och Ronnie Jones.
År 2019 publicerade hon "Cartagena", en låt i samarbete med Jay Santos. Låten har sålt 200 000 exemplar.

## Diskografi
Studioalbum
- 1987 – Dedicated to the Moon
- 1988 – You Are My Energy
- 1991 – No Way Out
- 1993 – Matter of Time
- 1995 – Siamo in Due
- 1996 – Lupi Solitari
- 1997 – Indivisibili
- 2000 – Domani
- 2001 – La nostra canzone
- 2002 – Woman
- 2004 – L'arte di arrangiarsi
- 2005 – Diario di bordo
- 2009 – Il cerchio della vita
- 2010 – Buon Natale
- 2012 – Four
- 2019 – 1954

Samlingsalbum
- 1991 – Greatest Hits
- 1997 – Dance Collection
- 1997 – Ballads
- 1998 – E che mai sarà
- 2004 – Le sue più belle canzoni
- 2005 – Ivana Spagna
- 2006 – I grandi successi
- 2006 – Superissimi gli eroi del Juke Box
- 2007 – Le più belle di...
- 2009 – Flashback - I grandi successi originali
- 2011 – Greatest Hits
- 2011 – Ivana Spagna
- 2011 – Semplicemente Veneta
- 2012 – Un'ora con...
- 2014 – Remember Easy Hits